# Nepáli labdarúgó-szövetség
A nepáli labdarúgó-szövetség (angolul: All Nepal Football Association) Nepál nemzeti labdarúgó-szövetsége. 1951-ben alapították. A szövetség szervezi a Nepáli labdarúgó-bajnokságot valamint a Nepáli kupát. Működteti a Nepáli labdarúgó-válogatottat valamint a Nepáli női labdarúgó-válogatottat. Székhelye Lalitpurban található.